# Katyusha (canção)
"Katyusha" (em russo: Катюша, Katyusha - uma forma diminuta de Екатерина, Ekaterina - Catarina em português) também transliterada como "Katûša", "Katusha", "Katjuscha", "Katiusha" ou "Katjusha", é uma música russa, criada na então União Soviética. Foi composta por Matvey Blanter em 1938 e ganhou fama durante a Segunda Guerra Mundial como canção patriótica, inspirando a população a prestar serviço militar e defender sua pátria. Na Rússia, a música ainda era popular a partir de 1995. A música é a fonte do apelido dos lançadores de foguetes BM-8, BM-13 e BM-21 "Katyusha" usados pelo Exército Vermelho na Segunda Guerra Mundial.

## Contexto da letra
A música é sobre uma mulher russa chamada Katyusha, que canta sua música para seu amado, um soldado que combate na fronteira. O tema da música é que o soldado protegerá a pátria e seu povo, enquanto sua amada permanecerá fiel a ele. A letra adquiriu significado especial durante a Segunda Guerra Mundial, quando muitos homens soviéticos deixaram as esposas e namoradas para prestar serviço militar, conhecida na União Soviética como Grande Guerra Patriótica. Muitos dos homens nunca voltaram para casa, com um número estimado de 8.668.400 mortes de soldados soviéticos. A letra foi escrita por Mikhail Isakovsky.

## Contexto histórico
A popularidade da música começou a aumentar com o início da Operação Barbarossa lançada pela Alemanha nazista contra a União Soviética durante a Segunda Guerra Mundial. A música foi cantada por estudantes de uma escola industrial soviética em Moscou, despedindo-se de soldados que estavam indo para a frente de batalha contra a Alemanha.[carece de fontes?] Provavelmente foi cantada pela primeira vez em público em 27 de novembro de 1939, na voz de Valentina Batischeva cantando na Sala das Colunas da Casa dos Sindicatos, mas segundo outras fontes os primeiros cantores foram Vera Krasovitskaia, Georgi Vinogradov e Vsevolod Tiutiunnik em 28 de novembro de 1938.

## Em outros países
Em 1943, o Reino da Itália, até então uma das potências do Eixo, juntou-se aos Aliados. Durante os próximos dois anos, guerrilheiro italianos lutaram contra as forças alemãs na Itália e contra fascistas italianos. Felice Cascione escreveu a letra em italiano para "Katyusha". Sua adaptação, Fischia il vento, se tornou um dos mais famosos hinos guerrilheiros, junto com Bella ciao e La Brigata Garibaldi. Na Indonésia, a música da campanha Joko Widodo chamada Goyang Jempol Jokowi Gaspol usa sua melodia.[carece de fontes?]
Durante as últimas batalhas na Frente Oriental, a Divisão Azul usou a melodia de "Katyusha" para uma adaptação chamada Primavera, uma canção anticomunista que exalta o valor dos combatentes espanhóis falangistas.[carece de fontes?]
Durante a Guerra Civil Grega (1946–1949), os guerrilheiros gregos que lutaram contra a invasão alemã em 1941 escreveram sua versão de "Katyusha" chamada Ο ύμνος του ΕΑΜ (O Hino do EAM). Essa adaptação foi gravada muito mais tarde por Thanos Mikroutsikos e cantada por Maria Dimitriadi.[carece de fontes?]
A música foi traduzida para o hebraico e tocada em 1945, e tem sido popular desde então em Israel.[carece de fontes?]
Katyusha também é uma canção popular cantada na República Popular da China devido à influência da União Soviética na segunda metade do século XX e ainda é amplamente popular. A popularidade dessas músicas chegou a um ponto na China que, na época, os jovens consideravam uma pena se eles não pudessem cantá-las. Durante a Parada do Dia da Vitória de Moscou em 2015, o contingente da guarda de honra chinesa liderado por Li Bentao surpreendeu centenas de locais quando cantou Katyusha durante sua marcha de volta aos seus aposentos durante um ensaio noturno.[carece de fontes?]
Essa música também foi tocada em inglês por Abney Park em seu álbum de 2013 "The Circus at the End of the World".[carece de fontes?]

## Letras
| Em russo | Em português | Referência |
| --- | --- | ---------- |
| Расцветали яблони и груши, Поплыли туманы над рекой. Выходила на берег Катюша, На высокий берег, на крутой. Выходила, песню заводила Про степного, сизого орла, Про того, которого любила, Про того, чьи письма берегла. Ой ты, песня, песенка девичья, Ты лети за ясным солнцем вслед. И бойцу на дальнем пограничье От Катюши передай привет. Пусть он вспомнит девушку простую И услышит, как она поёт, Пусть он землю бережёт родную, А любовь Катюша сбережёт. Расцветали яблони и груши, Поплыли туманы над рекой. Выходила на берег Катюша, На высокий берег, на крутой. Выходила на берег Катюша, На высокий берег, на крутой… | Floresciam macieiras e pereiras, Pairavam névoas sobre o rio. Katiusha saía para a margem, Para a margem alta e íngreme. Ela saía entoando uma canção Sobre a águia cinza da estepe, Sobre aquele que ela amava E cujas cartas ela guardava. Ó, cançãozinha de donzela, Voe em busca do Sol claro, Ao lutador na distante fronteira Mande lembranças de Katiusha. Lembre-se ele da moça simples, Que ele escute o canto dela, Que ele guarde a terra natal E Katiusha guarde seu amor. Floresciam macieiras e pereiras, Pairavam névoas sobre o rio. Katiusha saía para a margem, Para a margem alta e íngreme. Katiusha saía para a margem, Para a margem alta e íngreme… | [ 2 ]      |